# Deltatheridiidae
Deltatheridiidae — вимерла родина верхівкових хижих метатерій, що жили в крейдяному періоді та були тісно пов'язані з сумчастими. Їхні скам'янілості обмежені Центральною Азією (Монголія та Узбекистан) і Північною Америкою (Сполучені Штати - Оклахома, Техас, Юта, Вайомінг). Вони здебільшого зникли під час події крейдяно-палеогенового вимирання, але примарна лінія, наразі представлена Gurbanodelta, вижила до пізнього палеоцену, зменшившись у розмірах і ставши комахоїдними.

## Роди
- Atokatheridium Kielan-Jaworowska & Cifelli, 2001
- Deltatheridium Gregory & Simpson, 1926
- Deltatheroides Gregory & Simpson, 1926
- Gurbanodelta X. Ni et al. 2016
- Lotheridium S. Bi et al. 2015
- Oklatheridium Davis, Cifelli & Kielan-Jaworowska, 2008
- Nanocuris Fox, Scott & Bryant, 2007
- Sulestes Nessov, 1985
- Tsagandelta G. W. Rougier et al. 2015